# Jörg Vaihinger
Jörg Vaihinger   (Dortmund, 8 d'octubre de 1962) és un atleta alemany, ja retirat, especialista en els 400 metres llisos, que va competir primer sota bandera de la República Federal Alemanya i després sota bandera Alemanya una vegada tinguda lloc la reunificació alemanya.
El 1984 va prendre part en els Jocs Olímpics d'Estiu de Los Angeles, on quedà eliminat en sèries en la cursa dels 4x400 metres del programa d'atletisme. Quatre anys més tard, als Jocs de Seül, va guanyar la medalla de bronze en els 4x400 metres, formant equip amb Norbert Dobeleit, Edgar Itt i Ralf Lübke. El 1992, als Jocs de Barcelona, va disputar els seus tercers, i darrers, Jocs Olímpics, en què quedà eliminat en sèries en els 4x400 metres.
En el seu palmarès també destaca una medalla de plata en la cursa dels 4x400 metres del Campionat del món d'atletisme de 1983. Va disputar el Campionat d'Europa d'atletisme de 1986 i 1990. A nivell nacional guanyà el Campionat d'Alemanya del relleu 4x400 metres el 1982, 1986 i 1987.
Una vegada retirat va treballar en un banc a Stuttgart.

## Millors marques
- 400 metres llisos. 45.52" (1985)[1][4]